# Tunnel
Tunnel (hangul: 터널 Teoneol) – 16-odcinkowy serial koreański nadawany przez południowokoreańską stację OCN w każdą sobotę i niedzielę o 22:00 od 25 marca do 21 maja 2017 roku. Główne role odgrywają w nim Choi Jin-hyuk, Yoon Hyun-min oraz Lee Yoo-young.
Premiera odcinków 13. i 14. została przesunięta o tydzień, aby lepiej dopracować scenariusz.

## Fabuła
W 1986 roku w Hwayang trwa śledztwo w sprawie seryjnego mordercy. Jeden z policjantów biorących udział w śledztwie, detektyw Park Gwang-ho, ścigając podejrzanego przez tunel, przypadkowo przenosi się 30 lat w przyszłość.

## Obsada

### Główna
- Choi Jin-hyuk jako Park Gwang-ho[5][6][7], policjant z posterunku w Hwayang, który w nieznany mu sposób przenosi się w czasie w 1986 do 2016 roku.
- Yoon Hyun-min jako Kim Seon-jae[8][9], porucznik policji pracujący na posterunku w Hwayang w 2016 roku.
- Lee Yoo-young jako Shin Jae-yi[5][10][11], profesor psychologii na uniwersytecie oraz konsultantka policji w 2016 roku.
  - Kim Se-hee jako Park Yeon-ho (Jae-yi)
  - Lee Da-kyung jako nastoletnia Shin Jae-yi

### Drugoplanowa
- Jo Hee-bong jako Jeon Sung-sik[12][13] / Kim Dong-young jako młody Jeon Sung-sik[14], najmłodszy stażem pracownik posterunku w Hwayang w 1986, w 2016 roku dowódca zespołu nr 1 na posterunku.
- Kim Byung-chul jako detektyw Kwak Tae-hee[12][13]
- Kang Ki-young jako detektyw Song Min-ha[15][16][13]
- Lee Si-a jako Shin Yeon-sook[17][18][13], żona Park Gwang-ho
- Kim Min-sang jako Mok Jin-woo[13], lekarz medycyny sądowej w 2016 roku.
  - Choi Seung-hoon jako kilkuletni Jin-woo
  - Noh Tae-yeop jako nastoletni Jin-woo (odc. 12)
- Yang Joo-ho jako reporter Oh / Oh Ji-hoon[19][12][13], reporter z 1986 roku / taksówkarz chcący zostać policjantem w 2016.
- N jako Park Gwang-ho[20][13], kapral policji z trzyletnim doświadczeniem, urodzony w 1988 roku, najmłodszy stażem i wiekiem pracownik posterunku, który znika w tajemniczych okolicznościach pierwszego dnia po przeniesieniu na posterunek Hwayang.
- Nam Moon-cheol jako szef Oh[21][22], szef posterunku Hwayang w 1986 roku.
- Moon Sook jako Hong Hye-won, psycholog i dyrektor uniwersytetu Hwayang w 2016 roku.
- Yoo Ji-soo jako Lee Nan-young, macocha Kim Seon-jae (odcinki 5, 7, 8)

### Związani z prowadzonymi sprawami

#### Morderstwa w Hwayang w latach 1985–1986 (odcinki 1–2)
- Heo Sung-tae jako Jung Ho-young[23][24]
  - Ham Sung-min jako młody Jung Ho-young, licealista mordujący psy, podejrzany w sprawie morderstw w 1986 roku. W 2016 roku uznany za seryjnego mordercę, poszukiwany przez policję.
- ??? jako Lee Jeong-sook, pierwsza ofiara, którą znaleziono na polu.
- ??? jako Kim Kyung-soon, licealistka, druga ofiara mordercy, jej ciało zostało znalezione na brzegu rzeki.
- Han Yeo-wool jako Hwang Choon-hee, pracownica kawiarni i trzecia ofiara seryjnego mordercy. Odnaleziono ją w pobliży góry.
- Seok Bo-bae jako Seo Yi-soo, żona Kim Wana i matka Kim Seon-jae. Czwarta ofiara seryjnego mordercy, który napadł ją w drodze do domu, niedaleko bazy wojskowej.
- Kim Jeong-hak jako Kim Wan, mąż Seo Yi-soo (czwartej ofiary) i ojciec Kim Seon-jae. Pracował jako żołnierz w 1986 roku.
- Kim Hye-yoon jako Kim Young-ja, piąta ofiara, jedyna, która przeżyła napaść; zostaje zamordowana 30 lat później; zmieniła swoje imię na Kim Jeong-hye.
- ??? jako Jin Seon-mi, szósta ofiara, której ciało odnaleziono w tunelu.

#### Samobójstwo w szpitalu psychiatrycznym (odcinek 2)
- Park Myung-shin jako Lee Seon-ok, samobójczyni, pacjentka szpitala psychiatrycznego; oskarżona o zabicie trzech mężczyzn.
  - Shin Na-ae jako Lee Seon-ok w 1986 roku

#### Morderstwo Kim Jeong-hye w 2016 (odcinki 2–3)
- ??? jako Kim Jeong-hye, ofiara. Kiedyś nazywała się Kim Young-ja.
- Song Young-jae jako Kim Tae-soo, morderca
- Ryoo Tae-ho jako Jang Young-cheol, były mąż ofiary
- Kim Choo-wol jako pracownica motelu
- Choi Min-geum jako właściciel motelu
- Sung Hyun-mi jako właścicielka restauracji gdzie ofiara zwykle jadła posiłki

#### Sprawa włamań do domów i morderstwo Yoon Dong-woo (odcinek 4)
- Choi Won-hong jako Yoon Dong-woo
- Choi Myung-bin jako Yoon Soo-jeong, młodsza siostra Dong-woo
- Jeon Jae-hyung jako Noh Young-jin, były pracownik firmy ochroniarskiej, złodziej i morderca Yoon Dong-woo.
- Jung Soon-won jako współpracownik Noh Young-jina, były pracownik firmy ochroniarskiej, złodziej i morderca Yoon Dong-woo.

#### Morderstwo Choi Hong-seoka (odcinek 5)
- Jeon Jin-gi jako Kim In-hwan (58), nauczyciel; sprawca morderstwa. Jego syn, Kim Ji-hoon, został zamordowany przez Choi Hong-seoka w trakcie odbywania służby wojskowej.
- Hong Boo-hyang jako matka Ji-hoona
- Woo Hyeon jako Go Man-seok (48), właściciel zajazdu
- Im Kang-sung jako Ma Young-gil (30), zawodnik baseballa
- Jin Yong-wook jako Lee Dae-hwan (27), były więzień; kierowca ciężarówki
- Lee Dong-jin jako Hwang Do-kyung (27), sekretarz w ministerstwie finansów

#### Sprawa kradzieży tożsamości i morderstwo Jo Dong-ika (odcinek 6)
- Seo Eun-ah jako Kim Mi-soo, złodziejka tożsamości
- Jung Han-bi jako Yoon Young-joo, ofiara przestępstwa
- Kim Min-kyung jako matka Go Ah-ry, innej ofiary Mi-soo
- Yoo Jang-young jako były chłopak Mi-soo

#### Sprawa podpaleń (odcinek 8)
- Ahn Yong-joon jako Kim Hee-joon, podpalacz
- Yoon Mi-hyang jako właścicielka podpalonego sklepu
- Park So-jeong jako Sook-jin, właścicielka sklepu naprzeciwko tego spalonego i matka Hee-joona

#### Sprawa seryjnych morderstw (odcinki 7, 9–16)
- Lee Yong-nyeo jako Yoo Ok-hee, matka Jung Ho-younga

### Cameo
- Jung Seok-yong jako Kim Jong-doo, lekarz medycyny sądowej pracujący w Hwayang w 1986 (odcinek 1)
- Oh Yoon-hong jako pani Jung, właścicielka kawiarni naprzeciwko posterunku policji w 1986 (odcinek 1)
- Kwak In-joon jako szef posterunku policji w Hwayang w 1986 (odcinek 1)
- Jung Yi-rang jako Lee Geum-soon (odcinek 3)
- Na Jae-geun jako ksiądz przyjmujący spowiedź mordercy po morderstwie w 2016 (odcinek 4)
- Lee Seung-yeon jako Jin Sung-cheol, młodszy brat Jin Seon-mi (szóstej ofiary z 1986 roku) (odcinek 6)
- Choi Il-hwa jako Yoo Sung-jae, farmaceuta zakochany w Yeon-sook w 1986 (odcinek 8)
- Seo Yoon-ah jako matka Park Kwang-ho (urodzonego w 1988 roku) (odcinek 16)